# Micronecta fugitans
Micronecta fugitans (лат.) — вид мелких водяных клопов рода Micronecta из семейства Гребляки (Corixidae, Micronectinae, или Micronectidae). Юго-Восточная Азия (Вьетнам, Индонезия, Малайзия, Таиланд).

## Описание
Мелкие водяные клопы, длина от 1,8 до 2,2 мм. Протонум длиннее медианной длины головы. Дорзум светло-коричневый. Гемелитрон с четырьмя оборванными продольными полосами, обычно сливающимися сзади; эмболиум с тремя коричневыми пятнами, обычно сливающимися в продольную полосу. Самцы: коготки лапок параллельносторонние, широко изогнутые, с выемкой перед вершиной; вершина заостренная. Срединная лопасть VII стернита самцов треугольная, с закругленной вершиной и одной длинной щетинкой. Свободная доля расширена дистально, мезиальный угол тупой, задний край выпуклый, латеральный угол почти квадратный, с примерно 10 длинными щетинками на боковой стороне. Вид был впервые описан в 1905 году, а его валидный статус подтверждён в ходе ревизии, проведённой в 2021 году вьетнамскими энтомологами Tuyet Ngan Ha и Anh Duc Tran (Faculty of Biology, VNU University of Science, Vietnam National University, Ханой, Вьетнам) по материалам из Вьетнама.